# Esthesopus dentatus
Esthesopus dentatus is een keversoort uit de familie van de kniptorren (Elateridae). De wetenschappelijke naam van de soort werd voor het eerst geldig gepubliceerd in 1902 door Eugene Amandus Schwarz.